# Thamnaconus analis
Thamnaconus analis es una especie de peces de la familia Monacanthidae en el orden de los Tetraodontiformes.

## Morfología
Los machos pueden llegar alcanzar los 19,3 cm de longitud total.

## Hábitat
Es un pez de mar de clima tropical y asociado a los  arrecifes de coral que vive entre 46-360 m de profundidad.

## Distribución geográfica
Se encuentra en Australia y Nueva Zelanda.

## Observaciones
Es inofensivo para los humanos.